# Tour du Doubs 2004
Il Tour du Doubs 2004, diciannovesima edizione della corsa e valida come evento del circuito UCI categoria CB1.1, si svolse il 4 luglio 2004 su un percorso totale di 190,5 km. Fu vinto dal francese Matthieu Sprick che terminò la gara in 4h39'00", alla media di 40,968 km/h.

## Ordine d'arrivo (Top 10)
| Pos. | Corridore          | Squadra                  | Tempo    |
| ---- | ------------------ | ------------------------ | -------- |
| 1    | Matthieu Sprick    | Brioches La Boulangère   | 4h39'00" |
| 2    | Hayden Roulston    | Cofidis                  | a 24"    |
| 3    | Bert De Waele      | Landbouwkrediet-Colnago  | s.t.     |
| 4    | Frédéric Gabriel   | Mr Bookmaker.com-Palmans | s.t.     |
| 5    | Nicolas Reynaud    | RAGT Semences-MG Rover   | a 1'51"  |
| 6    | Ludovic Auger      | Auber 93                 | a 2'04"  |
| 7    | Cédric Hervé       | Crédit Agricole          | s.t.     |
| 8    | Eric Leblacher     | Crédit Agricole          | a 2'44"  |
| 9    | Staf Scheirlinckx  | Cofidis                  | a 3'25"  |
| 10   | Yannick Talabardon | Auber 93                 | a 6'58"  |